# 司馬澹
司馬澹（3世紀—311年），字思弘，晉朝宗室，司馬懿第五子琅邪王司馬伷的次子、晉元帝司馬睿之叔父。

## 生平
司馬澹初為冗從僕射，太康十年（289年）封為東武公，食邑五千二百戶。其後轉為前將軍、中護軍。司馬澹性格忌害，並無孝順友愛之行為。其三弟東安王司馬繇有令名，為父母所鍾愛，司馬澹惡之如仇，遂向汝南王司馬亮譖告司馬繇，司馬亮素與司馬繇有隒隙，上奏廢去及流放司馬繇至東北帶方郡。
趙王司馬倫作亂時，以司馬澹為領軍將軍。司馬澹素來與河內郭俶及郭俶之弟郭侃親善。酒酣之時，郭俶等言及張華的冤情，司馬澹性好酗酒，因而殺了二人，將他們的首級送給司馬倫，可見他酗虐的情況。
司馬澹妻子郭氏，乃皇后賈南風的表妹，當初恃勢，對司馬澹的母親諸葛太妃無禮。齊王司馬冏輔政時，諸葛太妃上表控訴司馬澹不孝，乞告放還司馬繇，因此司馬澹與妻子被流放至遼東。其子司馬禧當時年僅五歲，不肯隨父母流放，希望可為父母求情放還，由此陳訴多年。諸葛太妃逝世後，司馬繇被司馬穎殺害，然後司馬澹才得放還。
其後，司馬澹被拜為光祿大夫、尚書、太子太傅，改封為武陵王。永嘉末年，司馬澹為石勒所殺害，諡號為「莊」。其子哀王司馬喆繼立，又為石勒所殺害。其後因司馬喆無子，因此司馬睿立其子司馬晞為武陵王，以奉司馬澹的禮祀。

## 評價
- 《晉書》贊：「澹諂凶魁，肜參釁始。」